# Андриановские водопады
Андриановские водопады — каскад водопадов в южной части полуострова Камчатка.
Находится к западу от города Петропавловска-Камчатского до которого 194 км по прямой.
Расположен на центральном истоке стекающей с восточного склона Срединного хребта р. Средней Андриановки. Река образует каскад из 5-6 крупных и множества мелких водопадов с общим падением около 100—125 м.
Популярный туристический объект.